# Phú Mỹ
Phu My (vietnamita: Phú Mỹ) è una città (thị xã) del Vietnam che nel 2019 contava 175.872 abitanti.
Occupa una superficie di 338 km² nella provincia di Ba Ria-Vung Tau. Fino al 2018 era nota come distretto di Tân Thành, poi disciolto per formare la nuova città.